# Antiphatès (fils de Mélampous)
Pour les articles homonymes, voir Antiphatès.
Dans la mythologie grecque, Antiphatès (en grec ancien Ἀντιφάτης / Antiphátês), est un roi d’Argos.
Il est le fils de Mélampous et d’Iphianire, fille de Mégapenthès. Il a de Zeuxippe, fille d’Hippocoon, deux fils : Oïclès et Amphalcée.

## Sources
- Diodore de Sicile, Bibliothèque historique [détail des éditions] [lire en ligne] (4, 69, 5).
- Homère, Odyssée [détail des éditions] [lire en ligne] (XV, v. 242 et suiv.).
- Scholie aux Phéniciennes d’Euripide, v. 173.